# شکارچیان برده
شکارچیان برده (به انگلیسی: The Slave Hunters) یک مجموعهٔ تلویزیونی درام تاریخی محصول سال ۲۰۱۰ کشور کرهٔ جنوبی است داستان این مجموعهٔ در سلسله چوسان اتفاق می‌افتد و حول یک شکارچی برده (جانگ هیوک) است که ردیابی و پیدا کردن یک برده‌ فراری (اوه جی-هو) را بر عهده دارد و همچنین در  جستجوی زنی (لی دا هائه) است که دوستش دارد. این مجموعه از ۶ ژانویهٔ تا ۲۵ مارس ۲۰۱۰، روزهای چهارشنبه و پنجشنبه ساعت ۲۱:۵۵ (کی‌اس‌تی) در ۲۴ قسمت از شبکهٔ کی‌بی‌اس۲ پخش شد.

## خلاصهٔ داستان
لی دائه گیل (جانگ هیوک) مردی اصل و نسب دار است برده‌ای به نام "وون کی نیون" خانه‌اش را آتش کشید و همراه با خواهرش  اون نیون (لی دا هائه) که عاشق دائه گیل بود گریخت، این اتفاق باعث می‌شود او هر چه را که داشته از دست بدهد. دائه گیل سال‌های سخت زندگی‌اش را به امید انتقام، در خیابان‌ها گذراند و نام خود را شکارچی برده گذاشت و جست و جویش را به پیدا کردن اون نیون، اولین و تنها عشق خود اختصاص داد. سونگ تائه ها (اوه جی-هو) یک ژنرال ارتش است که بعد از متهم شدن به جرمی که مرتکب نشده بود، برده شد و خودش را در زنجیرهٔ تعقیب و گریز بی‌رحمانهٔ "دائه گیل" گرفتار یافت. هر دو با "اون نیون" یک مثلث عشقی تشکیل می‌دهند؛ همان کسی که زمان کوتاهی است برده شده اما در واقع دختر یک نجیب زاده به نام "هائه وون" می‌باشد…

## بازیگران

### اصلی
- جانگ هیوک در نقش لی دائه گیل[۸][۹][۱۰]
- اوه جی-هو در نقش سونگ تائه ها [۱۱][۱۲][۱۳]
- لی دا هائه در نقش اون نیون / کیم هائه وون[۱۴][۱۵]
- گونگ هیونگ-جین در نقش ایوپ بوک
- لی جونگ-هیوک در نقش هوانگ چول وونگ
- هان جونگ-سو در نقش جانگون چوی ("ژنرال چوی")[۱۶][۱۷]
- کیم جی-سئوک در نقش وانگ سان ("دست بزرگ")[۱۸]
- سونگ دونگ-ایل در نقش چون جی هو
- کیم اون-سو در نقش لی گیونگ شیک
- کیم ها-اون در نقش سئول هوا

## پخش بین‌المللی
این سریال در کشورهای ژاپن، اندونزی، سنگاپور، مالزی، لهستان، تایلند، ویتنام و فیلیپین پخش شده‌است.